# Olympische Jugend-Winterspiele 2020/Teilnehmer (Iran)
| Gelbes Symbol für Goldmedaillen mit stilisierten Olympischen Ringen | Graues Symbol für Silbermedaillen mit stilisierten Olympischen Ringen | Braundes Symbol für Bronzemedaillen mit stilisierten Olympischen Ringen |
| ------------------------------------------------------------------- | --------------------------------------------------------------------- | ----------------------------------------------------------------------- |
| —                                                                   | —                                                                     | —                                                                       |

Der Iran nahm an den Olympischen Jugend-Winterspielen 2020 in Lausanne mit sechs Athleten (drei Jungen und drei Mädchen) in drei Sportarten teil.

## Teilnehmer nach Sportarten

### Ski Alpin
| Athleten        | Wettbewerbe  | 1. Lauf     | 1. Lauf | 2. Lauf     | 2. Lauf | Gesamt      | Gesamt |
| Athleten        | Wettbewerbe  | Zeit        | Rang    | Zeit        | Rang    | Zeit        | Rang   |
| --------------- | ------------ | ----------- | ------- | ----------- | ------- | ----------- | ------ |
| Jungen          |              |             |         |             |         |             |        |
| Roham Saba      | Riesenslalom | 1:15,87 min | 52      | 1:18,06 min | 50      | 2:33,93 min | 48     |
| Roham Saba      | Slalom       | DNF         | DNF     | DNF         | DNF     | DNF         | DNF    |
| Roham Saba      | Super-G      | –           | –       | –           | –       | 1:04,45 min | 57     |
| Roham Saba      | Kombination  | 1:04,45 min | 57      | DNF         | DNF     | DNF         | DNF    |
| Mädchen         |              |             |         |             |         |             |        |
| Artemis Hoseyni | Riesenslalom | 1:28,60 min | 53      | DNF         | DNF     | DNF         | DNF    |
| Artemis Hoseyni | Slalom       | DNF         | DNF     | DNF         | DNF     | DNF         | DNF    |
| Artemis Hoseyni | Super-G      | –           | –       | –           | –       | DNS         | DNS    |
| Artemis Hoseyni | Kombination  | DNS         | DNS     | DNS         | DNS     | DNS         | DNS    |

### Skibergsteigen
| Athleten                                                                     | Wettbewerbe | Qualifikation | Qualifikation | Viertelfinale | Viertelfinale | Halbfinale    | Halbfinale    | Finale         | Finale        | Rang |
| Athleten                                                                     | Wettbewerbe | Zeit          | Rang          | Zeit          | Rang          | Zeit          | Rang          | Zeit           | Rang          | Rang |
| ---------------------------------------------------------------------------- | ----------- | ------------- | ------------- | ------------- | ------------- | ------------- | ------------- | -------------- | ------------- | ---- |
| Jungen                                                                       |             |               |               |               |               |               |               |                |               |      |
| Ali Kalhor                                                                   | Einzel      | –             | –             | –             | –             | –             | –             | 1:00:23,88 min | 20            | 20   |
| Ali Kalhor                                                                   | Sprint      | 3:11,57 min   | 17            | 3:02,87 min   | 4             | ausgeschieden | ausgeschieden | ausgeschieden  | ausgeschieden | 15   |
| Mädchen                                                                      |             |               |               |               |               |               |               |                |               |      |
| Roksana Saveh Shemshaki                                                      | Einzel      | –             | –             | –             | –             | –             | –             | 1:22:25,42 h   | 21            | 21   |
| Roksana Saveh Shemshaki                                                      | Sprint      | 4:34,34 min   | 22            | 4:19,13 min   | 6             | ausgeschieden | ausgeschieden | ausgeschieden  | ausgeschieden | 22   |
| Mixed                                                                        |             |               |               |               |               |               |               |                |               |      |
| Welt 1 Ema Chlepkova Trym Dalset Lødøen Roksana Saveh Shemshaki Findlay Eyre | Staffel     | –             | –             | –             | –             | –             | –             | 41:44 min      | 10            | 10   |

### Skilanglauf
| Athleten            | Wettbewerbe     | Qualifikation | Qualifikation | Viertelfinale | Viertelfinale | Halbfinale    | Halbfinale    | Finale        | Finale        | Rang |
| Athleten            | Wettbewerbe     | Zeit          | Rang          | Zeit          | Rang          | Zeit          | Rang          | Zeit          | Rang          | Rang |
| ------------------- | --------------- | ------------- | ------------- | ------------- | ------------- | ------------- | ------------- | ------------- | ------------- | ---- |
| Jungen              |                 |               |               |               |               |               |               |               |               |      |
| Amirhossein Bandali | 10 km klassisch | –             | –             | –             | –             | –             | –             | 40:32,2 min   | 77            | 77   |
| Amirhossein Bandali | Sprint Freistil | 4:38,39 min   | 82            | ausgeschieden | ausgeschieden | ausgeschieden | ausgeschieden | ausgeschieden | ausgeschieden | 82   |
| Amirhossein Bandali | Langlauf-Cross  | 6:12,81 min   | 82            | ausgeschieden | ausgeschieden | ausgeschieden | ausgeschieden | ausgeschieden | ausgeschieden | 82   |
| Mädchen             |                 |               |               |               |               |               |               |               |               |      |
| Farnoosh Shemshaki  | 5 km klassisch  | –             | –             | –             | –             | –             | –             | 25:39,6 min   | 77            | 77   |
| Farnoosh Shemshaki  | Sprint Freistil | 4:15,60 min   | 82            | ausgeschieden | ausgeschieden | ausgeschieden | ausgeschieden | ausgeschieden | ausgeschieden | 82   |
| Farnoosh Shemshaki  | Langlauf-Cross  | 7:45,68 min   | 78            | ausgeschieden | ausgeschieden | ausgeschieden | ausgeschieden | ausgeschieden | ausgeschieden | 78   |